# Trójczyce (gromada)
Trójczyce – dawna gromada, czyli najmniejsza jednostka podziału terytorialnego Polskiej Rzeczypospolitej Ludowej w latach 1954–1972.
Gromady, z gromadzkimi radami narodowymi (GRN) jako organami władzy najniższego stopnia na wsi, funkcjonowały od reformy reorganizującej administrację wiejską przeprowadzonej jesienią 1954 do momentu ich zniesienia z dniem 1 stycznia 1973, tym samym wypierając organizację gminną w latach 1954–1972.
Gromadę Trójczyce z siedzibą GRN w Trójczycach utworzono – jako jedną z 8759 gromad na obszarze Polski – w powiecie przemyskim w woj. rzeszowskim na mocy uchwały nr 30/54 WRN w Rzeszowie z dnia 5 października 1954. W skład jednostki weszły obszary dotychczasowych gromad Trójczyce, Wacławice i Hnatkowice ze zniesionej gminy Orzechowce w tymże powiecie.
13 listopada 1954 gromada weszła w skład nowo utworzonego powiatu radymniańskiego, gdzie ustalono dla niej 10 członków gromadzkiej rady narodowej.
31 grudnia 1961 do gromady Trójczyce włączono wsie Kaszyce, Ciemięrzowice i Dmytrowice ze zniesionej gromady Kaszyce w powiecie radymniańskim, którą w związku z równoczesnym zlikwidowaniem powiatu radymniańskiego włączono do powiatu przemyskiego w tymże województwie.
31 grudnia 1961, w związku ze zlikwidowaniem powiatu radymniańskiego gromadę włączono z powrotem do powiatu przemyskiego w tymże województwie.
W 1971 roku gromada Trójczyce liczyła 2801 mieszkańców, zamieszkujących miejscowości: Ciemięrzowice (298), Dmytrowice (389), Hnatkowice (404), Kaszyce (907), Trójczyce (405) i Wacławice (398).
Gromada przetrwała do końca 1972 roku, czyli do kolejnej reformy gminnej.